# Feldflieger-Abteilung 32
Feldflieger-Abteilung Nr. 32 – FFA 32 (Polowy oddział lotniczy nr 32) – jednostka obserwacyjna i rozpoznawcza lotnictwa niemieckiego Luftstreitkräfte z początkowego okresu I wojny światowej.

## Informacje ogólne
Jednostka została utworzona w pierwszym miesiącu I wojny światowej, w dniu 28 sierpnia 1914 roku w Fliegerersatz Abteilung Nr. 1 i została dołączona do składu większej jednostki Batalionu Lotniczego nr 1. Jednostka uczestniczyła w walkach na froncie zachodnim. 
31 grudnia 1916 roku jednostka została przeformowana i zmieniona w Fliegerabteilung 263 (Artillerie) - (FA A 263).
W jednostce służyli m.in. Gustav Leffers  służący później w KEK Bantheville i Jagdstaffel 1, Ernst von Althaus i Hans von Keudell.